# Binhai
Binhai (chinesisch 滨海县, Pinyin Bīnhǎi Xiàn) ist ein Kreis in der chinesischen Provinz Jiangsu. Er gehört zum Verwaltungsgebiet der bezirksfreien Stadt Yancheng. Er hat eine Fläche von 1.915 Quadratkilometern und zählt 957.215 Einwohner (Stand: Zensus 2010). Sein Hauptort ist die Großgemeinde Dongkan (东坎镇).

## Administrative Gliederung
Auf Gemeindeebene setzt sich der Kreis aus zehn Großgemeinden und fünf Gemeinden zusammen. 